# Igor Alexejewitsch Leschtschuk
Igor Alexejewitsch Leschtschuk (russisch Игорь Алексеевич Лещук; * 20. Februar 1996 in Moskau) ist ein russischer Fußballtorwart.

## Karriere

### Verein
Leschtschuk begann seine Karriere beim FK Dynamo Moskau. Im November 2014 stand er gegen Rubin Kasan erstmals im Profikader Dynamos. Mit Dynamo stieg er 2016 aus der Premjer-Liga ab. Nach dem Abstieg debütierte er im Mai 2017 für die Profis in der Perwenstwo FNL, als er am 36. Spieltag der Saison 2016/17 gegen den PFK Sokol Saratow in der Startelf stand. Dies blieb sein einziger Saisoneinsatz für Dynamo, zu Saisonende stiegen die Moskauer wieder in die höchste Spielklasse auf. Leschtschuk kam in jener Spielzeit zudem zu elf Einsätzen für die Zweitmannschaft in der drittklassigen Perwenstwo PFL, Dynamo-2 stellte allerdings nach Saisonende den Spielbetrieb wieder ein.
In den Saisonen 2017/18 und 2018/19 blieb der Torwart ohne Ligaeinsatz. Im August 2019 gab er schließlich gegen Zenit St. Petersburg sein Debüt in der Premjer-Liga. Bis Saisonende absolvierte Leschtschuk acht Spiele in der höchsten russischen Spielklasse.
Am 30. August 2021 unterschrieb Leschtschuk einen neuen Vierjahresvertrag bei Dynamo. Im Januar 2024 verlängerte er seinen Vertrag bei Dynamo bis 2028.

### Nationalmannschaft
Leschtschuk durchlief zwischen 2010 und 2013 die russischen U-15-, U-16- und U-17-Auswahlen. Zwischen November 2016 und November 2017 kam er zu fünf Einsätzen für das U-21-Team.